# Call Me Mañana
Call Me Mañana (Zavolej mi zítra) je píseň německé skupiny Scooter z alba No Time to Chill z roku 1998. Jako singl vyšla píseň v roce 1999. Je založena na samplu ze singlu „James Brown Is Dead“ od L.A. Style z roku 1991.

## Seznam skladeb
1. Call Me Mañana (Heavy Horses Radio) - (3:40)
2. Call Me Mañana (Heavy Horses Extended) - (5:36)
3. Bramfeld - (5:16)

## Umístění ve světě
| Hitparáda | Umístění |
| --------- | -------- |
| Švýcarsko | 25       |
| Rakousko  | 24       |
| Finsko    | 7        |
| Švédsko   | 6        |